# Fort Blauhand

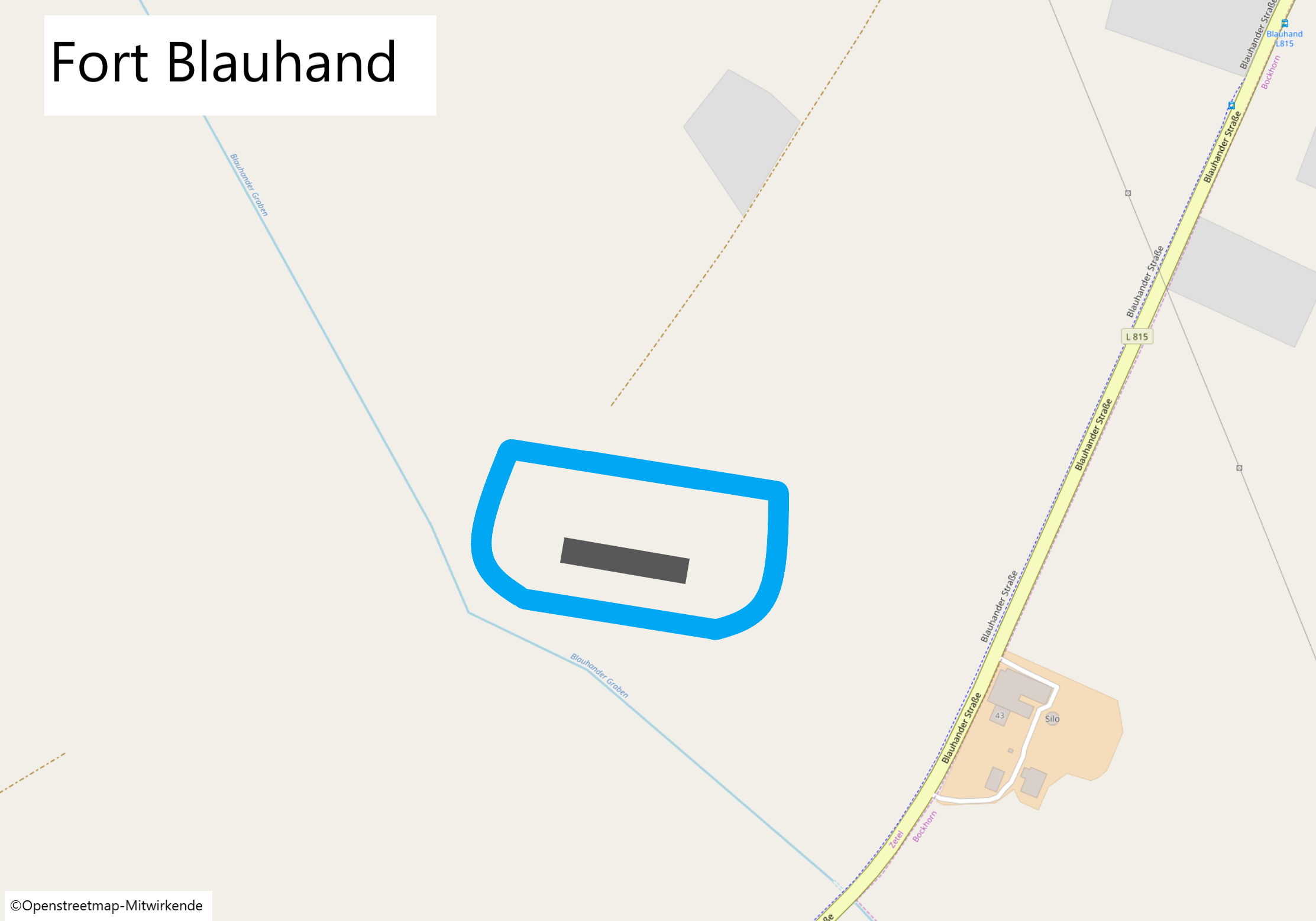
Umfang des Fort Blauhand mit Infanteriewerk

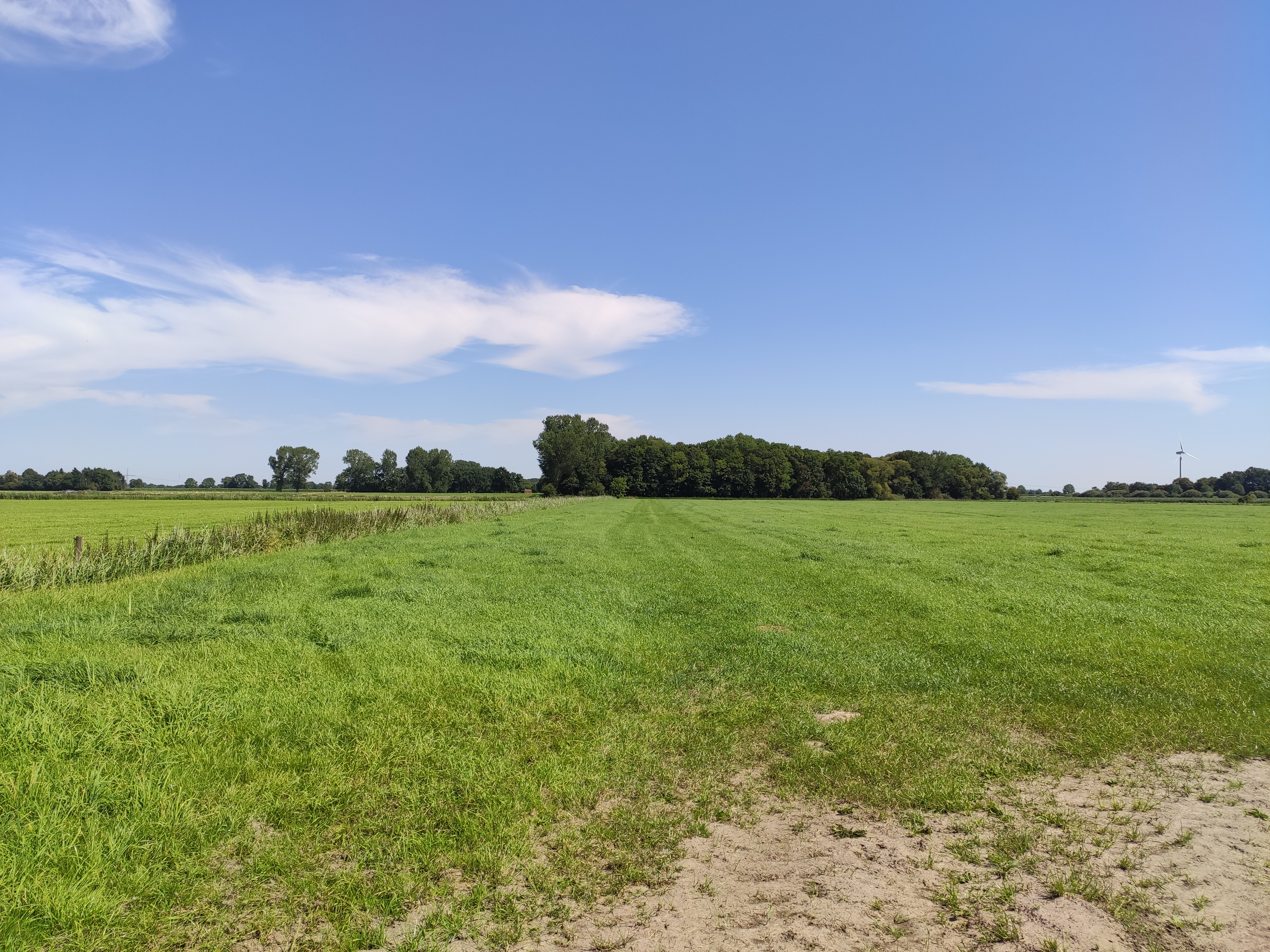
Foto von Fort Blauhand von Südosten, das Fort ist überwachsen.

Das Fort Blauhand war eine Befestigungsanlage zum Schutz des Kriegshafens Wilhelmshaven.

## Lage und Aufbau

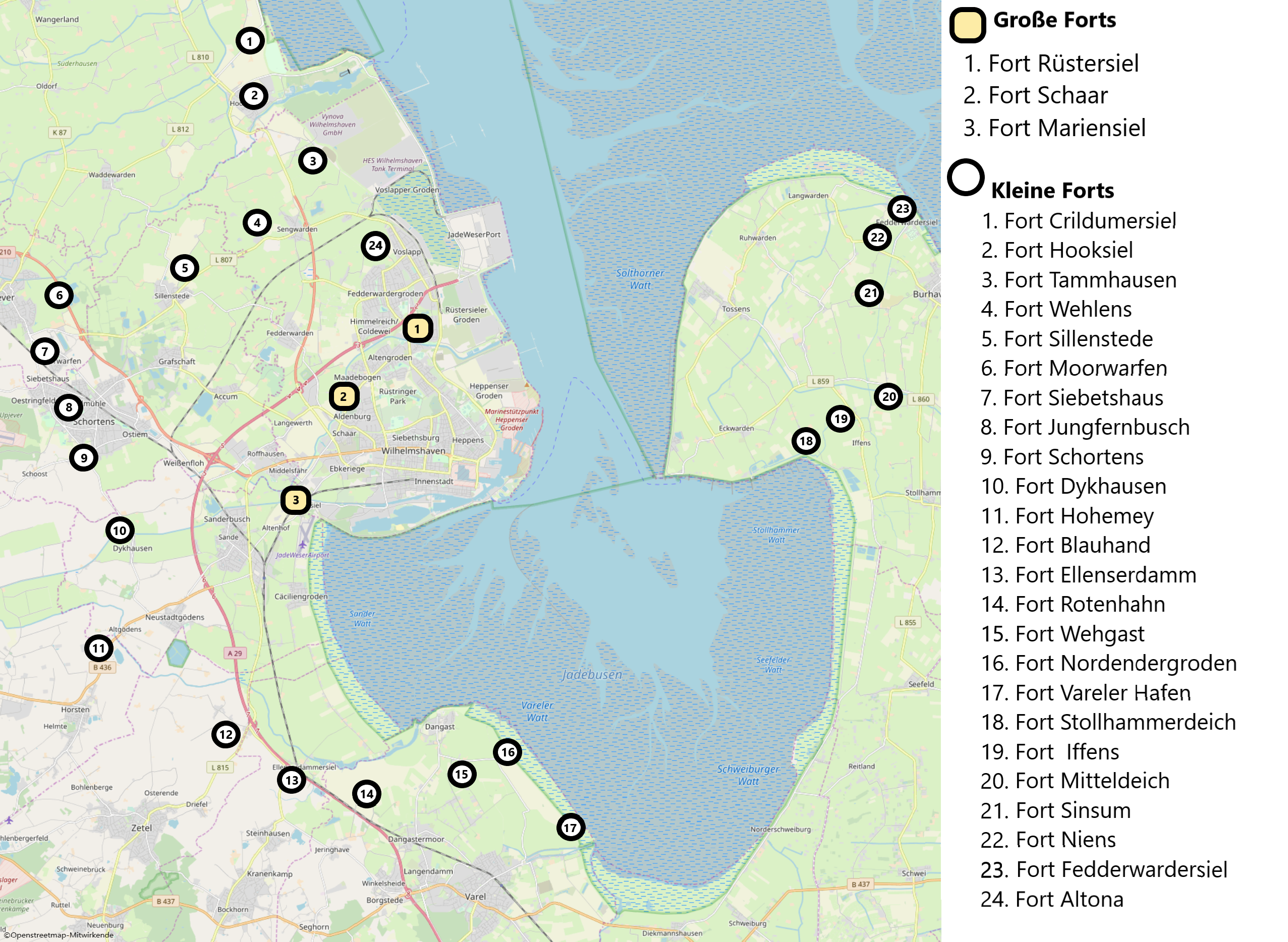
Position der Forts zum Schutz Wilhelmshavens.

Das Fort Blauhand liegt südwestlich von Blauhand. Es wurde als geschlossene Lünette errichtet. Die Anlage war für zwei Züge Infanterie (~80 Mann) ausgelegt. Die Anlage hatte eine Länge von 180 Metern und eine Breite von 120 Metern. Heute ist noch der südwestliche Teil des Wassergrabens erhalten.

## Geschichte
Das Fort Blauhand wurde 1915/16 während des Ersten Weltkrieges gebaut. Nördlich der Anlage befanden sich im Ersten Weltkrieg noch drei Batterien, die Flakbatterie Ellens, die Flakbatterie Blauhand und die Batterie Blauhand. Im Zweiten Weltkrieg wurde es für die Luftverteidigung Wilhelmshavens als Flakbatterie Blauhand reaktiviert.

## Weblinks

Panorama der Umgebung um Fort Blauhand